# Nevada
För andra betydelser, se Nevada (olika betydelser).
Nevada är en delstat i västra USA med runt tre miljoner invånare. Huvudstad är Carson City. Det gränsar till Oregon i nordväst, Idaho i nordost, Kalifornien i väster, Arizona i sydost och Utah i öster. Nevada består mest av öken (bland annat delar av Mojaveöknen) och stäpp. Staten är antagligen mest känd genom turiststaden Las Vegas, som även är dess största stad, samt Reno, skilsmässostaden nummer 1 i USA. De flesta av USA:s icke-atmosfäriska kärnvapenprov har också genomförts i Nevada.
Skälen till den särart näringslivet i Nevada intar är i första hand juridiska, även om också närheten till Kalifornien underlättat en snabb ekonomisk utveckling. Alkohol kan i princip säljas när som helst, var som helst, till envar som uppnått laglig ålder. Gränsen dras dock vid narkotika där lagarna är hårda. Cannabis blev dock lagligt 2017. Legaliseringen av hasardspel ledde under mellankrigstiden till att en stor del av USA:s kasinon koncentrerades till Nevada. Med stöd av den amerikanska författningen har delstaten också länge erbjudit snabbskilsmässor, även för invånare som egentligen är bosatta i andra delstater. Efter 3 dagars vistelse i Nevada har endera maken kunnat få skilsmässa. Prostitution är, som enda delstat i USA, lagligt i Nevada utanför storstäderna, även i bordeller.

## Politik
Carson City är delstatens huvudstad och säte för Nevadas legislatur. Nevadas guvernör är delstatens högsta exekutiva ämbete.
Demokraterna och Republikanerna är ganska jämnstarka i Nevada. Vissa motsättningar finns mellan storstaden Las Vegas, som domineras av Demokraterna, och de mer lantliga delarna i norra Nevada, som domineras av Republikanerna.
Delstatens senatorer i USA:s senat är demokraterna Catherine Cortez Masto och Jacky Rosen.

## Historia
Franciskanmunken Francisco Garcés reste genom södra delen av nuvarande Nevada på väg till Kalifornien 1775. USA förvärvade området från Mexiko 1848. Den första fasta bosättningen av vita etablerades av mormoner vid Mormon station, dagens  Genoa 1849. Sedan de första guldfynden gjordes 1859, växte befolkningen snabbt.
Åren 1850–1861 utgjorde Nevada ett territorium tillsammans med Utah, 1861 bildades Nevadaterritoriet och 1864 blev Nevada upptagen som en fullvärdig delstat i USA.

## Större städer
De tio största städerna i Nevada.
- Las Vegas – 589 156
- Henderson – 266 846
- Reno – 229 859
- North Las Vegas – 222 009
- Sunrise Manor – 196 570
- Spring Valley – 184 910
- Paradise – 184 745
- Enterprise – 162 872
- Sparks – 90 214
- Carson City – 55 441

## Klimat
Nevada är den torraste staten i USA, bestående mestadels av öken- och halvtorra klimatregioner och, med undantag av Las Vegas Valley, närmar sig den genomsnittliga dagliga sommartemperaturen 22 °C i stora delar av delstaten. Medan vintrarna i norra Nevada är långa och ganska kalla, tenderar vintersäsongen i den södra delen av staten att vara kortvarig och mild. De flesta delarna av Nevada får knappt någon nederbörd under året. Det mesta av regnet som faller i delstaten faller på Sierra Nevadas östra och nordöstra sluttningar .
Den genomsnittliga årliga nederbörden är cirka 180 mm; de blötaste delarna blir cirka 1 000 mm. Nevadas högsta registrerade temperatur är 52 °C vid Laughlin den 29 juni 1994, och den lägsta registrerade temperaturen är −46 °C vid San Jacinto den 8 januari 1937. Nevadas 52 °C avläsning är den tredje högsta statliga rekordhöga temperaturen i en delstat i USA, strax efter Arizonas 53 °C avläsning och Kaliforniens 57 °C avläsning.

## Populärkultur
Las Vegas med dess kasinon och säregna stadsbild är ofta skildrat på film. Ett urval av filmer som utspelar sig där är: Casino, Diamantfeber, Ett päron till farsa i Las Vegas, Farväl Las Vegas, Fear and Loathing in Las Vegas, Over the Top, Showgirls, Storslam i Las Vegas (liksom nyinspelningen Ocean's Eleven), samt Viva Las Vegas.
TV-serierna Bröderna Cartwright och CSI utspelar sig i Nevada, varav den förra utspelar sig kring Virginia City i delstatens nordvästra del under vilda västern.
Realityserien Pawn Stars spelas in i Las Vegas.

## Kända personer födda i Nevada
- Andre Agassi, tennisspelare
- Jenna Jameson, porrskådis
- The Killers, indierockband från Las Vegas
- Panic At The Disco, poprock-band från Las Vegas